# Global Beatles Day
O Global Beatles Day (em português: Dia Mundial dos Beatles; também conhecido como World Beatles Day) é um feriado anual que ocorre em 25 de junho de cada ano e que homenageia e celebra os ideais dos Beatles.  A data, 25 de junho, foi escolhida para comemorar a data em que os Beatles participaram do programa da BBC Our World em 1967, apresentando "All You Need Is Love" transmitido para um público internacional.  O feriado foi criado e celebrado pela primeira vez em 2009 pela fã dos Beatles, Faith Cohen, que o chama de "um agradecimento ou uma carta de amor aos Beatles".  
O evento é celebrado com música e uma variedade de eventos que celebram a paz e a harmonia.    Cuba aproveitou a ocasião para realizar um festival de cinema dos Beatles em 2018.  As celebrações online incluíram uma parceria com a Amazon, um concerto conjunto ao vivo no Bigo Live,  criações e colecções de bandas desenhadas com temas dos Beatles e a utilização da hashtag nas redes sociais #GlobalBeatlesDay.  